# アラン・ブライス

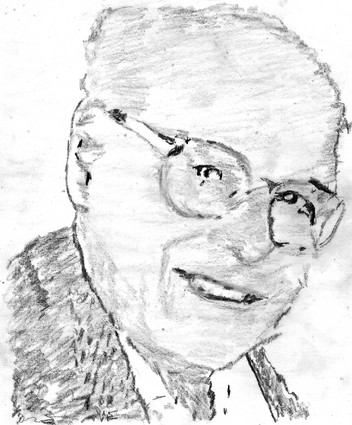
鉛筆素描のアラン・ブライス

ジェフリー・アラン・ブライス（Geoffrey Alan Blyth 1929年7月27日 - 2007年8月14日）は、イングランドの音楽評論家、著作家、音楽学者。とりわけオペラの分野での業績によって知られる。歌手と歌唱を専門としていた。
ロンドンに生まれたブライスはラグビースクールで初めて音楽に触れることになった。ジャック・ウェストラップの音楽講座を聴講。オックスフォード大学ペンブルック・カレッジでは歴史を専攻して卒業、ロンドンに戻るとジャーナリズムと出版の世界で働いた。『タイムズ』紙や『グラモフォン』誌で評論、インタビュー、死亡記事を執筆した。イギリスの『オペラ』誌には長きにわたって寄稿を続けた。

## 記事
- “Alan Blyth”. The Guardian (2018年1月31日). 2021年8月22日閲覧。
- “Alan Blyth: An interview with Heinz Holliger”. The Gramophone (2014年11月1日). 2021年8月22日閲覧。